# F-Zero系列
F-Zero（中国大陆又译作）是原由任天堂情報開發本部创作的未来派竞速游戏系列，几部续作由多家外部公司开发。游戏首作于1990年登陆超级任天堂，任天堂又在之后几部游戏机上创作了续作，亦在其他系列中数次出现。
系列以高速赛车、独特的角色和设定、困难的游戏性，以及突破技术推动当时高时速竞速游戏极限而知名。系列首作影响了《梦游美国》和反重力赛车系列等游戏的创作。
在2004年发行《F-Zero 高潮》后睽違19年，於2023年9月14日任天堂直面會上宣佈即日推出《F-Zero 99》（只供擁有任天堂Switch Online會籍的玩家免費下載遊玩），由任天堂美國的子公司任天堂軟件技術開發。

## 作品

### 游戏作品
- F-Zero（1990，超级任天堂）－2006年于Wii Virtual Console再版
- BS F-Zero 大奖赛（1996－1997，Satellaview）－包括续作《BS零式赛车 大奖赛2》
- Zero Racers（1996，Virtual Boy）－已終止開發
- F-Zero X 未来赛车（1998，任天堂64）－2004年在神游机发行，2007年于Wii Virtual Console再版
- F-Zero 最高时速（2001，Game Boy Advance）
- F-Zero AX（2003，Triforce）－由世嘉發行
- F-Zero GX（2003，任天堂GameCube）
- F-Zero GP传说（2003，Game Boy Advance）
- F-Zero 高潮（2004，Game Boy Advance）
- F-Zero 99（2023，Nintendo Switch Online）

### 其他媒体
《零式赛车》曾在2003年时推出过名为《F-Zero 飞隼传说》的动画（F-ZERO ファルコン伝説）。

## 影响
- 飞隼队长（Captain Falcon）作为系列的代表人物在《任天堂明星大乱斗》系列的全部5部作品中都以可操纵角色登场。
- 在《马里奥赛车8》中，追加下载内容中有以《零式赛车》中寂靜城市（Mute City）和碧海（Big Blue）赛道为蓝本制作的新赛道。